# 漢密爾頓堡公園道車站 (IND卡爾弗線)
漢密爾頓堡公園道車站（英語：Fort Hamilton Parkway station）是紐約地鐵IND卡爾弗線的一個慢車地鐵站，設有F線與G線（任何時候停站）列車服務。

## 車站結構
| G           | 街道層             | 出入口                                                        |
| B1          | 夾層               | 閘機、車站詢問處                                              |
| B2 月台層   | 側式月台，右側開門 | 側式月台，右側開門                                            |
| B2 月台層   | 北行               | 往牙買加-179街（15街-展望公園） · 往法庭廣場（15街-展望公園） |
| B2 月台層   | 南行               | 往康尼島-斯提威爾大道（教堂大道） · 往教堂大道（總站）        |
| B2 月台層   | 側式月台，右側開門 |                                                               |
| B3 快車軌道 | 北行快速           | 無定期服務                                                    |
| B3 快車軌道 | 南行快速           | 無定期服務                                                    |

此站設有兩個側式月台和兩條慢車軌道。未使用的快車軌道在車站下方通過，無法在月台上看見。
車站以南，下層快車軌道設有鐘口預留作為沿漢密爾頓堡公園道或與之平行的第十大道的地鐵路線。65街附近分成兩線後，主線以灣脊區86街為總站，另一條路線則由主線向西前往已部分建成的隧道前往史泰登島。另外還有連接BMT西城線到新烏德勒支大道的計劃。這些路線作為IND第二系統一部分規劃。
IND卡爾弗線的教堂大道和漢密爾頓堡公園道車站是最後在月台層由白熾燈更換成螢光燈的車站，在1987年進行。

## 外部連結
- nycsubway.org—IND Crosstown: Fort Hamilton Parkway
- Station Reporter — F Train
- The Subway Nut — Fort Hamilton Parkway Pictures （页面存档备份，存于）
- Fort Hamilton Parkway entrance from Google Maps Street View （页面存档备份，存于）
- Greenwood and Prospect Avenues entrance from Google Maps Street View （页面存档备份，存于）
- Reeve Place entrance from Google Maps Street View
- Platforms from Google Maps Street View